# Peter Peter
 (février 2017).
Si vous disposez d'ouvrages ou d'articles de référence ou si vous connaissez des sites web de qualité traitant du thème abordé ici, merci de compléter l'article en donnant les références utiles à sa vérifiabilité et en les liant à la section « Notes et références ».
Peter Peter est le nom d'artiste de Peter Roy, né le 1er février 1984 à Jonquière, au Québec, auteur-compositeur-interprète canadien. Il est connu pour ses compositions francophones pop rock.

## Biographie
Peter Roy grandit à Québec avec sa mère. Plus tard, il part vivre à Montréal où il réside durant huit ans avant de déménager à Paris.
Il choisit de doubler son prénom pour créer son nom de scène, car il aime la sonorité de Peter Peter. Lors d'une interview, il explique également, que son père étant peu présent pour lui, il ne souhaitait pas utiliser son nom de famille.
Il gagne le titre de meilleur artiste dans l'émission Ma Première Place des Arts (une compétition montréalaise annuelle pour les nouveaux artistes) en 2008 et, après cette participation, il signe un contrat avec Audiogram. Son premier album Peter Peter est paru le 8 mars 2011, produit par Howard Bilerman.
En 2012, il sort son deuxième album Une version améliorée de la tristesse, qui le fera connaître en France, ou il signera chez Sony. Il s'installe ensuite à Paris en 2014, puis commence l'enregistrement de son troisième album. Album qu'il enregistre entre Paris et Montréal.
Le 3 février 2017 en  France, puis le  24 février au Québec, sort son troisième album Noir Eden, avec les titres Noir Éden, Bien Réel ou encore Loving Game. Le 10 février, il commence également une tournée comprenant des villes comme Maubeuge, Montpellier, Bruxelles, Paris, Montréal, Bordeaux ou encore Genève. Dans les mois qui suivent, il participe également aux Francofolies de La Rochelle et à Rock en Seine.
En avril 2024, il fait paraître son cinquième disque, Éther, qui fait longue liste du prix Polaris.

## Vie privée
[réf. nécessaire].Fin 2016 il entame une relation avec la model et actrice Marine Reed. En 2018 le couple se sépare.
C’est peu de temps après cette rupture, qu’il se met en couple avec l’illustratrice et artiste Cassandra Jetten, avec qui il est actuellement

## Discographie
- 2011 : Peter Peter
- 2012 : Une version améliorée de la tristesse
- 2017: Noir Eden[3]
- 2020: Super Comédie[4]
- 2024 : Éther[5]

## Vidéographie
- 2011 : Tergiverse
- 2011 : Homa
- 2012 : Porte-bonheur
- 2012 : Une version améliorée de la tristesse
- 2013 : Carrousel
- 2014 : Beauté baroque
- 2016 : Noir Eden
- 2016 : Bien Réel
- 2017 : Loving Game

## Récompenses
- 2024 : Nomination à l'ADISQ dans la catégorie Album de l'année - Musique électronique pour l'album Éther[6]